# Nerea Barros
Nerea Barros Noya (Santiago de Compostela, La Coruña, Galicia, España; 12 de mayo de 1981) es una actriz española ganadora de un Goya como mejor actriz revelación por su interpretación en La isla mínima (2014)

## Biografía
Nerea Barros fue enfermera en el Hospital Clínico de Santiago de Compostela, labor que compaginaba con pequeños papeles como actriz de cine y teatro. Había debutado en el cine con dieciséis años, en 1997, en la película Nena, del director gallego Xavier Bermúdez, con el cual volvió a colaborar en 2008, en la película Rafael. En 2009 obtuvo su primer papel relevante en la pequeña pantalla, en Matalobos, emitida por la Televisión de Galicia. No fue sin embargo hasta 2013 cuando ganó cierta popularidad debido a su participación en El tiempo entre costuras, serie de Antena 3 de la adaptación de la novela de María Dueñas.
En 2014 participó en La isla mínima, en la que interpretó el personaje de Rocío. Su papel fue galardonado con el Premio Goya a mejor actriz revelación y con el mismo premio en la 70.ª edición de las Medallas del Círculo de Escritores Cinematográficos.
En 2020 fue una de las protagonistas de la película La isla de las mentiras dirigida por Paula Cons, en la que recupera la historia de ficción de tres heroínas que arriesgaron su vida para salvar a los pasajeros del «Santa Isabel», un navío que se dirigía a Argentina y que se hundió frente a la isla de Sálvora en Galicia.
En 2022 fue seleccionada para protagonizar la serie La novia gitana, adaptación de la novela homónima escrita por Carmen Mola, donde interpreta a Elena Blanco. En 2023 se estrenó la segunda temporada de la serie, basada en el segundo libro La red púrpura. Por su interpretación en la serie obtuvo una nominación en los Premios Feroz como mejor actriz protagonista.
También en 2022, debutó como directora para el cortometraje Memoria, donde también realizó el trabajo de guionista y productora. El corto fue nominado en los Premios Goya como mejor cortometraje documental.

## Filmografía

### Cine

#### Largometrajes
| Año  | Título                      | Personaje   | Dirección                 |
| ---- | --------------------------- | ----------- | ------------------------- |
| 1997 | Nena                        | Eli         | Xavier Bermúdez           |
| 2001 | Bellas durmientes           | Jane        | Eloy Lozano               |
| 2004 | León y Olvido               | Dependienta | Xavier Bermúdez           |
| 2008 | Rafael                      | Aurora      | Xavier Bermúdez           |
| 2013 | El oro del tiempo           | Nerea       | Xavier Bermúdez           |
| 2014 | La isla mínima              | Rocío       | Alberto Rodríguez Librero |
| 2014 | Los fenómenos               | Yonkie      | Alfonso Zarauza           |
| 2014 | Mapa de recuerdos de Madrid | Nerea       | Daniel Ramírez            |
| 2017 | A estación violenta         | Claudia     | Anxos Fazáns              |
| 2019 | Dos mejor que una           | Sol         | José Enrique Pintor       |
| 2020 | La isla de las mentiras     | María       | Paula Cons                |
| 2020 | Voces                       | Sofía       | Ángel Gómez Hernández     |

#### Cortometrajes
| Año  | Título                             | Personaje               | Dirección                             |
| ---- | ---------------------------------- | ----------------------- | ------------------------------------- |
| 2006 | Bos días                           |                         | Dani de la Torre                      |
| 2008 | Reflexos                           | Laura                   | Carlos E. Rodríguez Román             |
| 2010 | Illa Pedra                         | Iria                    | Adriana Paramo Perez                  |
| 2012 | El éxito de Sara                   | Sara                    | Álvaro García-Capelo                  |
| 2015 | Lobito Bueno, Bruja Hermosa        | Bruja Hermosa           | Ainara Porrón Arratibel               |
| 2017 | Vida y muerte de Jennifer Rockwell | Jennifer Rockwell (voz) | Javier Roldán                         |
| 2017 | Area                               |                         | Anxos Fazáns                          |
| 2019 | La mala fe                         | Madre                   | Elena Pauné, Eva Pauné y Marina Pauné |
| 2019 | El cuento                          | Madre                   | Lucas Paulino y Ángel Torres          |
| 2021 | Under the Ice                      | Madre                   | Alvaro Rodriguez Areny                |
| 2021 | 36                                 | Sara                    | Ana Lambarri                          |
| 2022 | Fortuna                            | Sarah                   | Jairo Gonzalez                        |
| 2022 | Princesa                           | Dalila                  | Cecilia Gessa                         |
| 2024 | Berta                              | Berta                   | Lucía Forner Segarra                  |

### Televisión
| Año       | Serie                      | Papel              | Notas                                     |
| --------- | -------------------------- | ------------------ | ----------------------------------------- |
| 2007      | MIR                        | Nerea              | 1 episodio                                |
| 2009      | O Nordés                   | Extra              | 1 episodio                                |
| 2009–2010 | Matalobos                  | Sandra             | Recurrente; 10 episodios                  |
| 2010      | Volver a casa              | Sofía              | Telefilme                                 |
| 2012      | Padre Casares              | Nerea              | 3 episodios                               |
| 2013      | El secreto de Puente Viejo | Eudosia            | 1 episodio                                |
| 2013      | El tiempo entre costuras   | Beatriz Oliveira   | 1 episodio                                |
| 2015–2016 | El Príncipe                | Laura Hidalgo      | Recurrente (T2); 8 episodios              |
| 2018      | Apaches                    | Silvia             | Recurrente; 5 episodios                   |
| 2018      | Ultimo: caccia ai narcos   | Laura Aguilar      | Elenco principal (miniserie); 2 episodios |
| 2018      | El sabor de las margaritas | Pamela / Ana       | Colaboración especial; 6 episodios        |
| 2019      | Días de Navidad            | Valentina          | Elenco principal (miniserie); 1 episodio  |
| 2022–2024 | Operación Marea Negra      | Gemma Valdés Costa | Elenco principal; 12 episodios            |
| 2022      | La novia gitana            | Elena Blanco       | Protagonista; 8 episodios                 |
| 2023      | La red púrpura             | Elena Blanco       | Protagonista; 8 episodios                 |

## Premios y nominaciones
| Premios Goya | Premios Goya                                  | Premios Goya     | Premios Goya | Premios Goya |
| Año          | Categoría                                     | Trabajo nominado | Resultado    |              |
| ------------ | --------------------------------------------- | ---------------- | ------------ | ------------ |
| 2015         | Mejor actriz revelación                       | La isla mínima   | Ganadora     |              |
| 2023         | Mejor cortometraje documental (como creadora) | Memoria          | Nominada     |              |

| Premios Feroz | Premios Feroz             | Premios Feroz    | Premios Feroz | Premios Feroz |
| Año           | Categoría                 | Trabajo nominado | Resultado     |               |
| ------------- | ------------------------- | ---------------- | ------------- | ------------- |
| 2015          | Mejor actriz de reparto   | La isla mínima   | Nominada      |               |
| 2023          | Mejor actriz protagonista | La novia gitana  | Nominada      |               |

| Medallas del Círculo de Escritores Cinematográficos | Medallas del Círculo de Escritores Cinematográficos | Medallas del Círculo de Escritores Cinematográficos | Medallas del Círculo de Escritores Cinematográficos | Medallas del Círculo de Escritores Cinematográficos |
| Año                                                 | Categoría                                           | Trabajo nominado                                    | Resultado                                           |                                                     |
| --------------------------------------------------- | --------------------------------------------------- | --------------------------------------------------- | --------------------------------------------------- | --------------------------------------------------- |
| 2014                                                | Actriz revelación                                   | La isla mínima                                      | Ganadora                                            |                                                     |